# Güler Duman
Güler Duman (Istanbul, 30. lipnja 1967.) turska je pjevačica, tekstopisac, skladateljica i glazbena učiteljica.

## Karijera
Početkom 1980-ih postala je jedan od najprodavanijih izvođača turske narodne glazbe. Između 1995. i 2001. usavršavala je mnoge učenike u glazbenoj školi koju je otvorila u Njemačkoj. Od sredine 2000-ih radila je televizijske programe.

## Diskografija

### Albumi
- Dost Garip (1980.)
- O Leyli Leyli (1982.)
- Seher Yeli (1984.)
- Mevlayı Seversen (1985.)
- Misafir Geldim (1987.)
- Nazlı Yara Küskünüm (1987.)
- Kulluk Benim Olsun Sultanlık Senin (1988.)
- Ya Dost (1988.)
- Buldular Beni (1990.)
- Duygu Pınarı (Vezrana) (1991.)
- Gül Yüzlü Sevdiğim (1992.)
- Güler Duman '94 (1994.)
- Bu Devran (1995.)
- Öl Deseydin Ölmez miydim? (1997.)
- Yolcuyum Bu Dağlarda (2002.)
- Türküler Dile Geldi (2009.)
- Yüreğimden Yüreğinize (2012.)
- Yüreğimden Yüreğinize Sazım (2017.)

## Televizijski programi
- Dumanlı Türküler (2004.)
- Güler Duman ile Telden Dile (2006.)
- Türkülerin Güler Yüzü (2007. – 2008.)
- Türküler Dile Geldi (2013. – 2014.)

## Vanjske poveznice
- Službena stranica  Arhivirana inačica izvorne stranice od 5. prosinca 2018. (Wayback Machine)